# Nana Dzagnidze
Nana Dzagnidze (en georgià: ნანა ძაგნიძე); (Kutaisi, 1 de gener de 1987), és una jugadora d'escacs georgiana, que té el títol de Gran Mestre des de 2008.
A la llista d'Elo de la FIDE del gener de 2022, hi tenia un Elo de 2531 punts, cosa que en feia la jugadora (en actiu) número 8 absoluta de Geòrgia, i la número 8 femenina del rànquing mundial. El seu màxim Elo va ser de 2573 punts, a la llista del juny de 2015.

## Resultats destacats en competició
Dzagnidze fou campiona del món Sub12 a Orpesa el 1999, campiona del món Sub16 a Orpesa el 2001, i campiona del món Sub18 a Naxçıvan el 2003.
Ha estat tres cops campiona femenina de Geòrgia en els anys 2003, 2004 i 2008.
L'abril de 2017 fou campiona d'Europa femenina a Riga amb 8½ punts d'11, mig punt per davant de Aleksandra Goriàtxkina i Alissa Gal·liàmova. El setembre de 2017 fou convidada a participar a Tbilisi a la Copa del Món de 2017 on fou derrotada a la primera ronda per Anish Giri.
L'abril de 2018 fou segona al Campionat d'Europa femení a Vysoké Tatry, Eslovàquia (la campiona fou Valentina Gúnina).
El maig de 2019 fou una de les vuit jugadores que va disputar el recentment reinstaurat Torneig de Candidates que serviria per determinar l'aspirant al títol mundial en el Campionat del món d'escacs femení de 2020, i hi acabà sisena, amb 6.5/12 punts; la campiona fou Aleksandra Goriàtxkina.

### Participació en olimpíades d'escacs
Dzagnidze ha participat, representant Geòrgia, en sis Olimpíades d'escacs entre els anys 2004 i 2014 (tres cops com a 1r tauler), amb un resultat de (+36 =15 –8), per un 73,7% de la puntuació. El seu millor resultat el va fer a l'Olimpíada del 2014 en puntuar 8 de 9 (+5 =4 -0), amb el 88,9% de la puntuació, amb una performance de 2719, i que li significà aconseguir la medalla d'or individual del primer tauler.